# Trópico de Câncer

Mapa-múndi mostrando o Trópico de Câncer em vermelho

O Trópico de Câncer é um paralelo situado ao norte da linha do equador que delimita as zonas equatorial e subequatorial norte. Corresponde à latitude mais setentrional da eclíptica. É uma linha geográfica imaginária situada numa latitude que varia lentamente, atualmente em 23.436012°N (ou 23°26′10″N). Atravessa três continentes e 17 países.

## Zênite solar

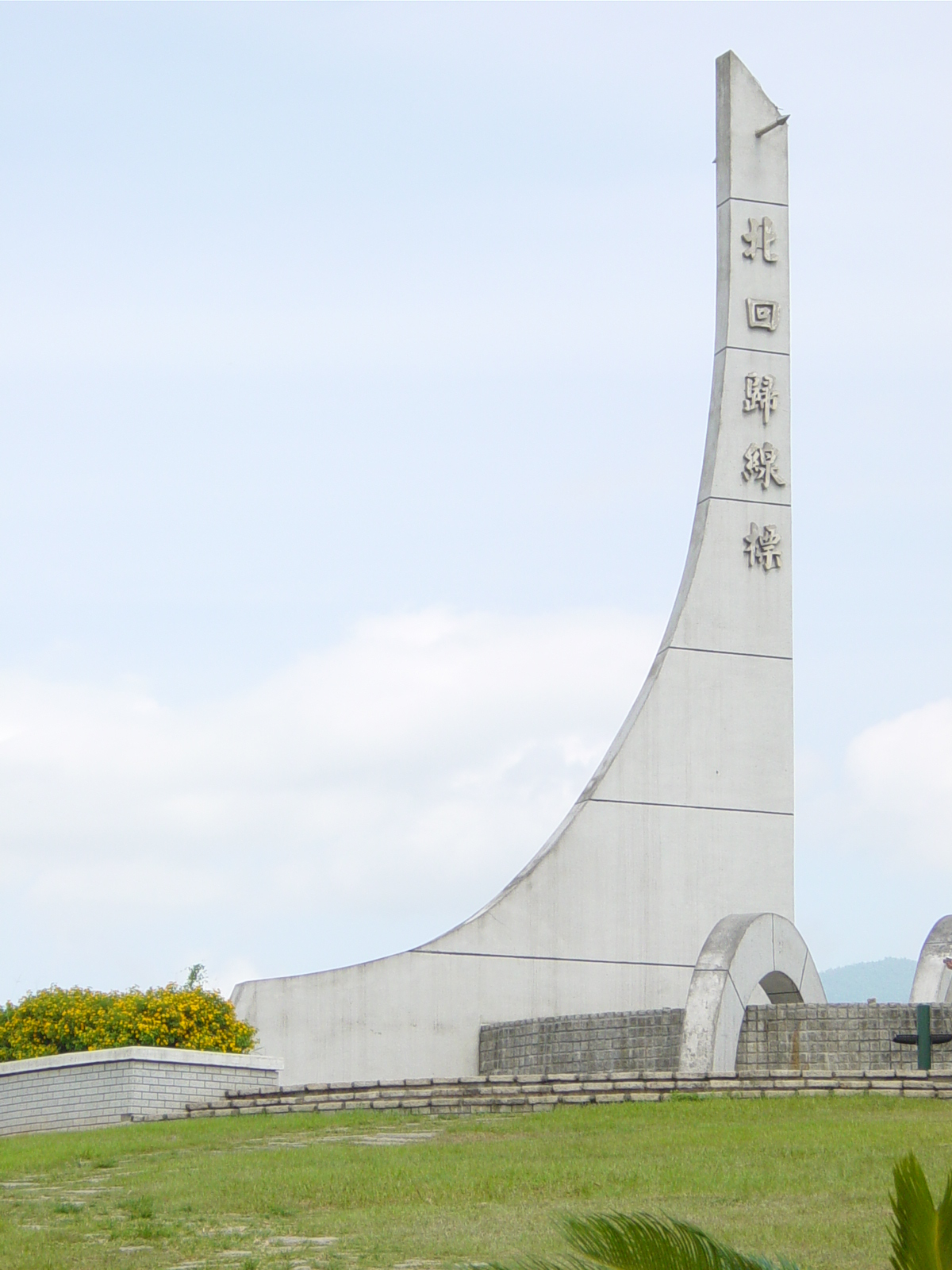
Marca do Trópico de Câncer em Taiwan.

Para entender-se em termos práticos a definição dos trópicos de Câncer e de Capricórnio, pode-se considerar a posição do zênite do Sol.
Nos pontos da Terra exatamente sobre trópicos de Câncer e de Capricórnio haverá ao menos um momento, num único dia por ano, em que o Sol estará em seu completo zênite. Isso ocorrerá na data do solstício de verão do respectivo hemisfério.  Estará totalmente "a pino", de modo que as sombras dos objetos ficarão exatamente sob os mesmos. Isso ocorre por volta de Meio-dia, variando essa hora em função da posição relativa do local dentro do seu Fuso horário.
Nos pontos da Terra entre os trópicos de Câncer e de Capricórnio haverá um momento, em dois dias por ano, nessa condição de "sol a pino"  (zênite). Sobre a linha do Equador essas duas datas são os equinócios (20~21 de Março; 22~23 de setembro), separados entre si por cerca de 6 meses.
A medida que as latitudes se afastam do Equador, a diferença entre as datas dos dois  zénites solares vai se reduzindo desde 6 meses no Equador, até data única sobre os dois trópicos (23°26’14" N e 23°26’14" S)
Ao norte do Trópico de Câncer e ao sul do Trópico de Capricórnio, jamais o Sol ficará no seu zénite.
Apresenta-se a seguir uma tabela indicando latitudes Norte aproximadas e datas dos zênites, considerando-se 2011
| Latitude Norte           | 1° semestre    | 2° semestre | Diferença (dias) |
| ------------------------ | -------------- | ----------- | ---------------- |
| 23°26’ Trópico de Câncer | 20 de junho    | 20 de junho | 0                |
| 23°                      | 1 de julho     | 8 de junho  | 23               |
| 22°15’                   | 10 de julho    | 30 de maio  | 41               |
| 20°                      | 20 de julho    | 19 de maio  | 62               |
| 19°                      | 25 de julho    | 15 de maio  | 71               |
| 18°15’                   | 31 de julho    | 9 de maio   | 83               |
| 17°                      | 5 de agosto    | 4 de maio   | 93               |
| 15°30’                   | 10 de agosto   | 29 de abril | 103              |
| 14°                      | 15 de agosto   | 24 de abril | 113              |
| 12°                      | 20 de agosto   | 21 de abril | 113              |
| 10°45’                   | 25 de agosto   | 18 de abril | 129              |
| 9°45’                    | 28 de agosto   | 15 de abril | 135              |
| 8°                       | 2 de setembro  | 10 de abril | 145              |
| 6°45’                    | 5 de setembro  | 7 de abril  | 151              |
| 5°45’                    | 8 de setembro  | 4 de abril  | 157              |
| 4°                       | 12 de setembro | 31 de março | 165              |
| 3°                       | 13 de setembro | 28 de março | 171              |
| 2°                       | 18 de setembro | 26 de março | 176              |
| 1°                       | 20 de setembro | 24 de março | 180              |
| 0° Equador               | 22 de setembro | 21 de março | 185              |

## Variações
Tanto o 'Trópico de Câncer' como o Trópico de Capricórnio têm sua latitude (a qual é consequência da inclinação do eixo terrestre em relação à eclíptica) de 23°26'16" variável. O ciclo de variação tem uma equação bastante complexa, seu período é de cerca de 41 mil anos, a inclinação varia entre 22,1° e 24,5°. Hoje, essa inclinação se reduz cerca de 0,47" por ano. Outro fator que influi nessa inclinação é o movimento de nutação, que faz variar esse ângulo 9,21" num ciclo de 18,7 anos.

## Cruzamentos
De oeste para leste, a partir do meridiano de Greenwich, o Trópico de Câncer tem os seguintes cruzamentos
| País, território ou mar | Notas                                                                            |
| ----------------------- | -------------------------------------------------------------------------------- |
| Argélia                 |                                                                                  |
| Níger                   |                                                                                  |
| Líbia                   | Passa junto ao extremo norte do Chade                                            |
| Egito                   |                                                                                  |
| Mar Vermelho            |                                                                                  |
| Arábia Saudita          |                                                                                  |
| Emirados Árabes Unidos  | Só no emirado de Abu Dhabi                                                       |
| Omã                     |                                                                                  |
| Oceano Índico           | Mar Arábico                                                                      |
| Índia                   | Chamado localmente Karkataka Vrutta                                              |
| Bangladesh              |                                                                                  |
| Índia                   |                                                                                  |
| Bangladesh              |                                                                                  |
| Índia                   |                                                                                  |
| Myanmar (Birmânia)      |                                                                                  |
| China                   |                                                                                  |
| Estreito de Taiwan      |                                                                                  |
| Taiwan                  | Taiwan                                                                           |
| Oceano Pacífico         |                                                                                  |
| Estados Unidos          | Havaí — só no mar, não atravessa nenhuma ilha, passa entre Nihoa e Necker (ilha) |
| México                  | Península da Baixa Califórnia                                                    |
| Golfo da Califórnia     |                                                                                  |
| México                  |                                                                                  |
| Golfo do México         |                                                                                  |
| Estreito da Flórida     |                                                                                  |
| Bahamas                 | Ilhas Exuma e Long Island                                                        |
| Oceano Atlântico        |                                                                                  |
| Saara Ocidental         | Reclamado e ocupado por Marrocos                                                 |
| Mauritânia              |                                                                                  |
| Mali                    |                                                                                  |
| Argélia                 |                                                                                  |